# Xã Summit, Quận Jackson, Michigan
Xã Summit (tiếng Anh: Summit Township) là một xã thuộc quận Jackson, tiểu bang Michigan, Hoa Kỳ. Năm 2010, dân số của xã này là 22.508 người.